# 笹鉾山古墳群
笹鉾山古墳群（ささほこやまこふんぐん）は、奈良県磯城郡田原本町八尾にある古墳群。史跡指定はされていない。2号墳出土品は奈良県指定有形文化財に指定されている。

## 概要
奈良盆地中央部、寺川西岸の沖積地に築造された後期古墳群である。前方後円墳1基（1号墳）・円墳4基の計5基が確認されている。『大和国古墳墓取調書』には1号墳が「笹鉾山」として記載が見えるものの当時は明確な古墳としては認知されておらず、1993年度（平成5年度）の水路改修に伴う調査で1号墳が古墳として認知され、2004年度（平成16年度）までに1・2号墳について計5次の発掘調査が実施されている。
盟主墳である1号墳（笹鉾山古墳）は前方後円墳で、墳丘を残存しており、墳丘長50.4メートルを測る。墳丘周囲には2重周濠が巡らされており、周濠を含めた古墳全長は96.2メートルにおよぶ。その他の4基は小円墳で、2号墳・3号墳の墳丘は現在までに失われているが、4号墳・5号墳は墳丘を残存する。特に2号墳の周濠から出土した多数の埴輪・木製品が特筆される。築造時期は古墳時代後期の6世紀代と推定される。
2号墳の出土品は2016年（平成28年）に奈良県指定有形文化財に指定されている。

## 遺跡歴
- 『大和国古墳墓取調書』に1号墳が「笹鉾山」として記載[1]。
- 1993年度（平成5年度）、用排水路整備に伴う調査：第1次調査（田原本町教育委員会、2005年に概要報告）[3]。
- 1999年度（平成11年度）
  - 道路整備に伴う調査：第2次調査（田原本町教育委員会、2005年に概要報告）[3]。
  - 範囲確認調査：第3次調査（田原本町教育委員会、2005年に概要報告）[3]。
- 2003年度（平成15年度）、範囲確認調査：第4次調査（田原本町教育委員会、2005年に概要報告）[3]。
- 2004年度（平成16年度）、範囲確認調査：第5次調査（田原本町教育委員会、2005年に概要報告）[3]。
- 2016年（平成28年）2月5日、2号墳出土品が奈良県指定有形文化財に指定[2]。

## 一覧

### 1号墳
1号墳（笹鉾山古墳）は、笹鉾山古墳群の盟主墳。形状は前方後円墳。
墳形は前方後円形で、前方部を東北東方向に向ける。墳丘は2段築成。墳丘の規模は次の通り。
- 墳丘長：50.4メートル
- 後円部
  - 直径：32.8メートル
  - 高さ：6.25メートル
- 前方部
  - 幅：推定21メートル

墳丘外表では円筒埴輪列（朝顔形埴輪含む）・形象埴輪（家形埴輪）が認められているほか、木製樹物を立てたとみられる柵列状柱穴が認められる。墳丘周囲には2重の周濠が巡らされており、内濠幅は9.3メートル、外濠最大幅は7メートルを測り、周濠を含めた古墳全長は96.2メートルを測る。埋葬施設は明らかでない。
築造時期は決定的な資料を欠くため明らかでない（6世紀前半頃か）。現在は墳頂に稲荷神社が祀られている。

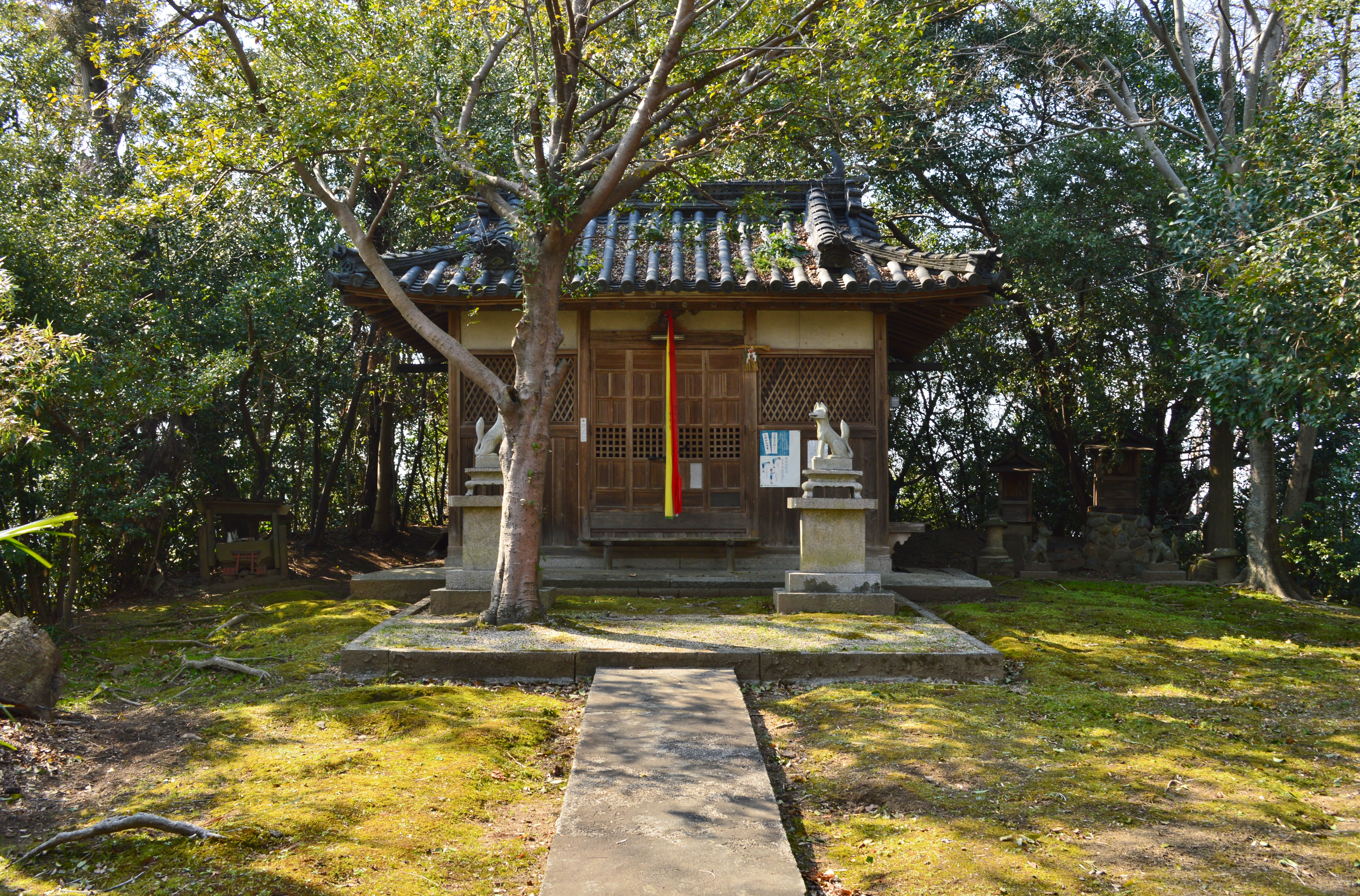
後円部墳頂の稲荷神社
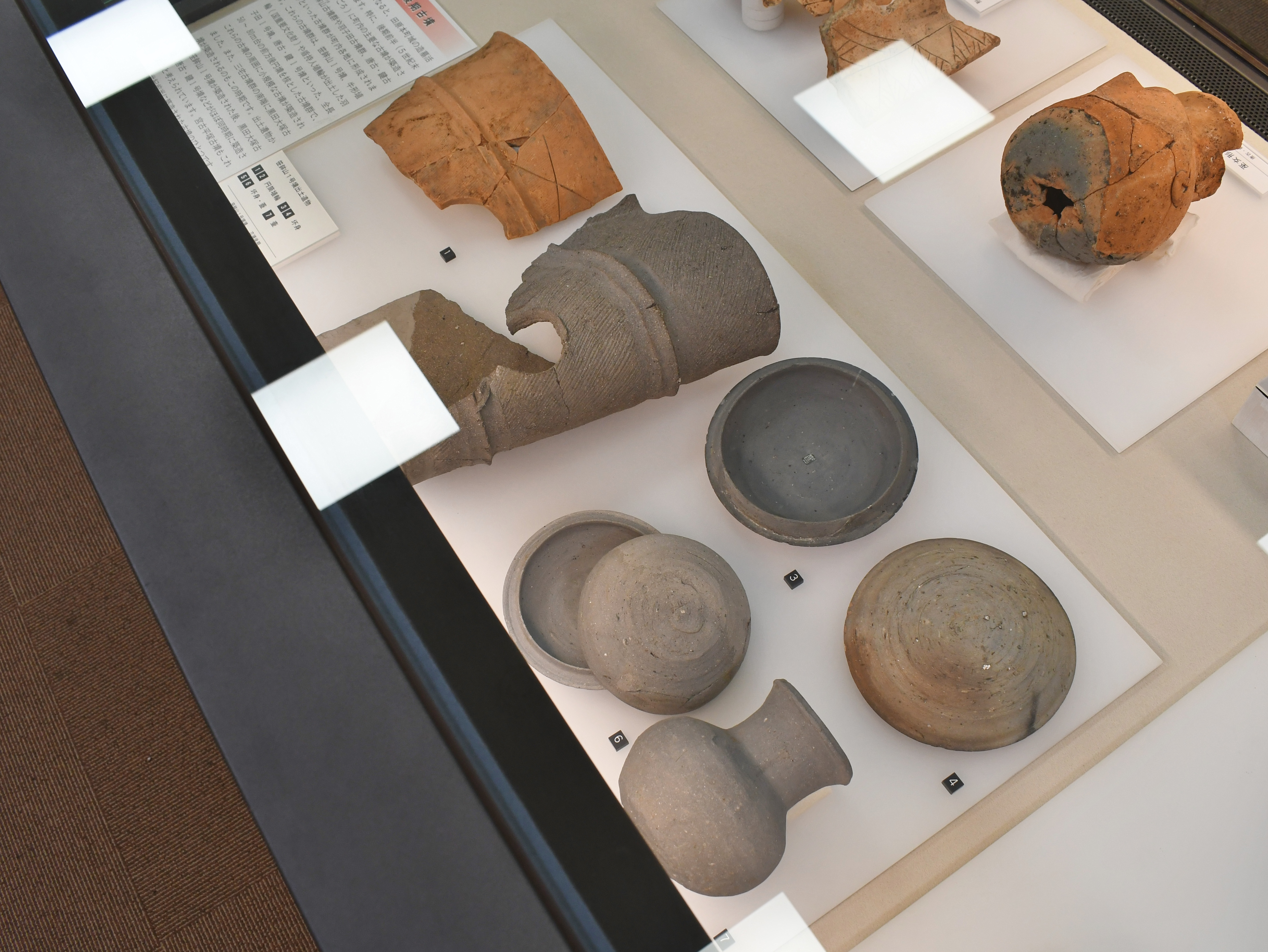
出土品 唐古・鍵考古学ミュージアム展示。

### 2号墳
| 2号墳出土 馬形・馬曳き形埴輪（奈良県指定文化財）唐古・鍵考古学ミュージアム展示。 |  | 2号墳出土 馬形・馬曳き形埴輪（奈良県指定文化財）唐古・鍵考古学ミュージアム展示。 |
| 2号墳出土 馬形・馬曳き形埴輪（奈良県指定文化財）唐古・鍵考古学ミュージアム展示。 |  |                                                                                  |

2号墳は、1号墳の北西にある古墳。形状は円墳。発掘調査によって発見された埋没古墳である。
墳形は円形で、直径22メートルを測る。墳丘周囲には周濠が巡らされており、周濠を含めた古墳全長は25.7メートルを測る。周濠内からは多数の埴輪・木製品が出土した点で注目され、形象埴輪には馬と馬曳き（馬子）が3組、木製品には笠形・盾形がある。
築造時期は古墳時代後期の6世紀中葉頃と推定される。

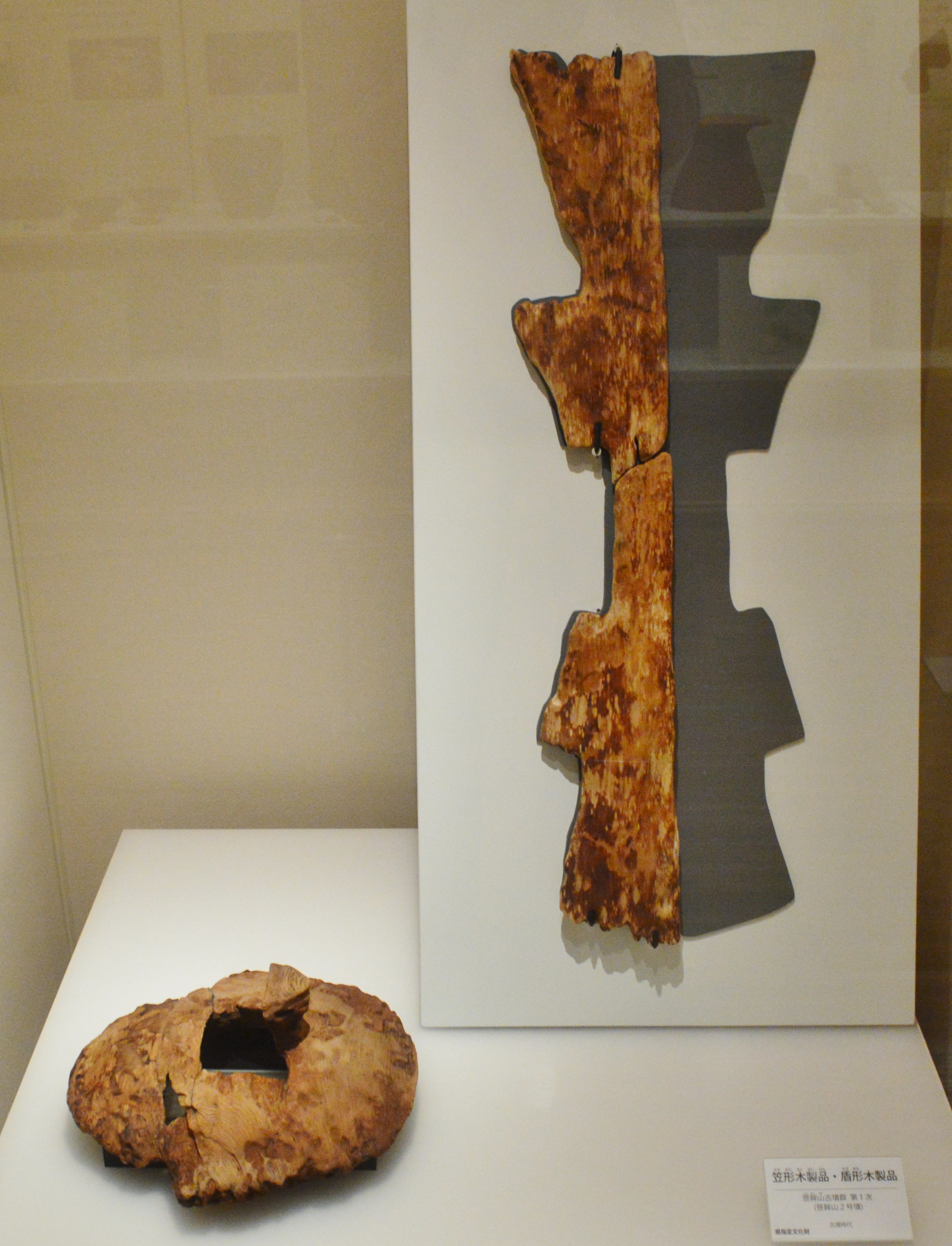
笠形木製品・盾形木製品（奈良県指定文化財） 唐古・鍵考古学ミュージアム展示。

### その他
3号墳の墳丘は消滅している。4号墳（西大塚古墳）は1号墳の西に所在し、5号墳は4号墳の南に所在する。

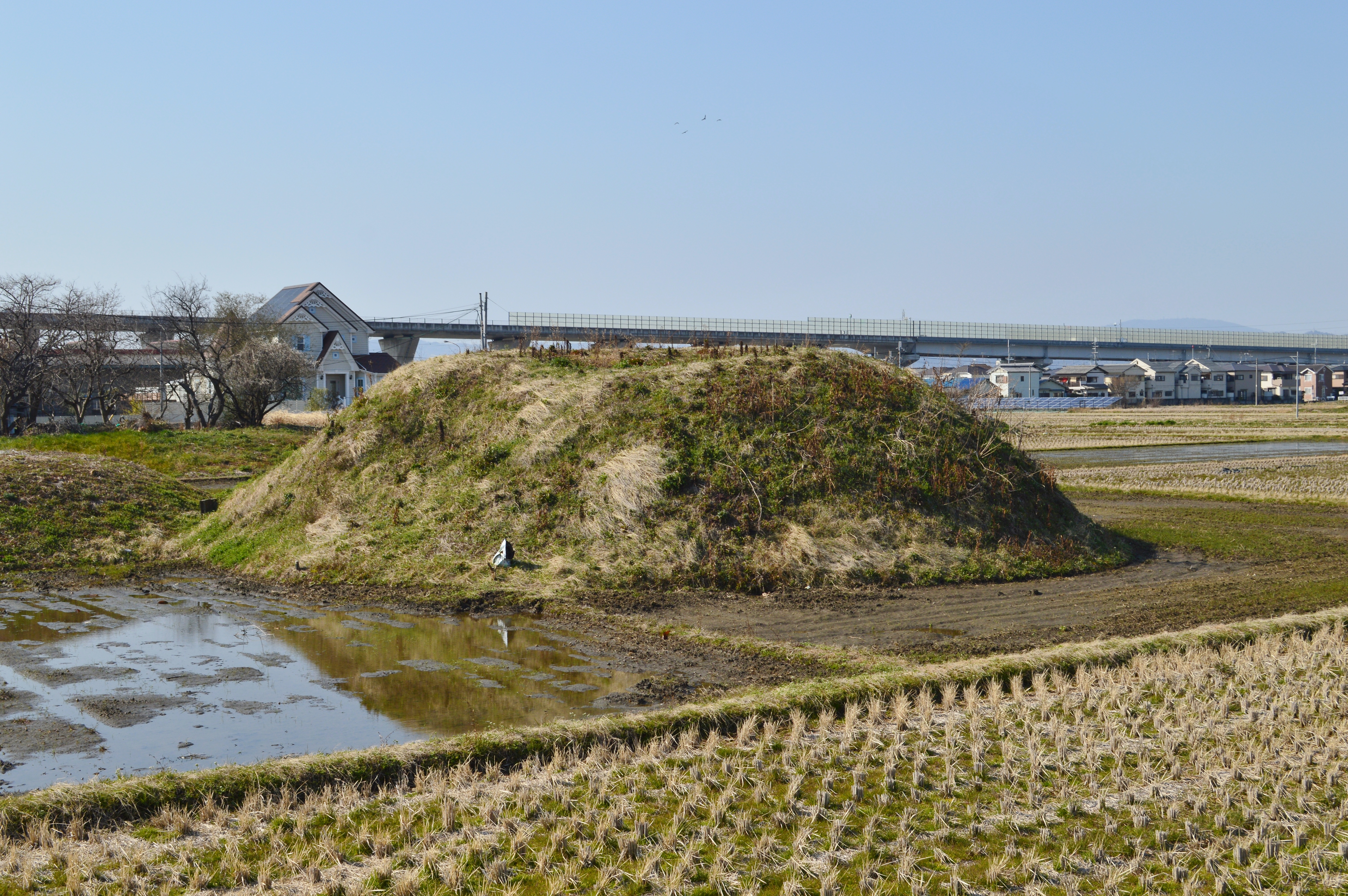
4号墳（西大塚古墳）

## 文化財

### 奈良県指定文化財
- 有形文化財
  - 笹鉾山2号墳出土品（考古資料） - 明細は以下。2016年（平成28年）2月5日指定[2][5]。
    - 人物埴輪 3点
    - 馬形埴輪 3点
    - 蓋形埴輪 1点
    - 形象埴輪片 一括
    - 円筒埴輪 4点
    - 朝顔形埴輪 2点
    - 土師器 2点
    - 須恵器 1点
    - 笠形木製品 3点
    - 石見型木製品 1点
    - 木製品部材 6点

## 関連施設
- 唐古・鍵考古学ミュージアム（田原本町阪手） - 笹鉾山古墳群の出土品を保管・展示。

## 関連文献
（記事執筆に使用していない関連文献）
- 「笹鉾山古墳 第1次調査」『田原本町埋蔵文化財調査年報4 -1992・1993年度-』田原本町教育委員会、1994年。 - リンクは奈良文化財研究所「全国文化財総覧」。
- 「笹鉾山古墳 第2次調査・笹鉾山古墳 第3次調査」『田原本町埋蔵文化財調査年報9 -1999年度-』田原本町教育委員会、2000年。 - リンクは奈良文化財研究所「全国文化財総覧」。
- 「笹鉾山1号墳 第4次調査」『田原本町埋蔵文化財調査年報13 -2003年度-』田原本町教育委員会、2004年。 - リンクは奈良文化財研究所「全国文化財総覧」。
- 「笹鉾山1号墳 第5次調査」『田原本町文化財調査年報14 -2004年度-』田原本町教育委員会、2006年。 - リンクは奈良文化財研究所「全国文化財総覧」。
- 「笹鉾山古墳群 第6次調査」『田原本町文化財調査年報15 -2005年度-』田原本町教育委員会、2006年。 - リンクは奈良文化財研究所「全国文化財総覧」。
- 「笹鉾山古墳群 第9次調査」『田原本町文化財調査年報20 -2010年度-』田原本町教育委員会、2012年。 - リンクは奈良文化財研究所「全国文化財総覧」。